# Alternative Metal
Alternative Metal, gelegentlich als Alt-Metal abgekürzt, ist ein Oberbegriff für mehrere moderne Spielarten des Metal. Sie sind musikalisch sehr divergent und zeichnen sich im Allgemeinen durch experimentelle Inhalte aus, wie z. B. unkonventionelle Texte, Tempowechsel oder ungewöhnliche Instrumente. Es gibt keine einheitlichen stilistischen Merkmale, bis auf die Verbindung von Metal mit anderen Musikstilen.

## Definition

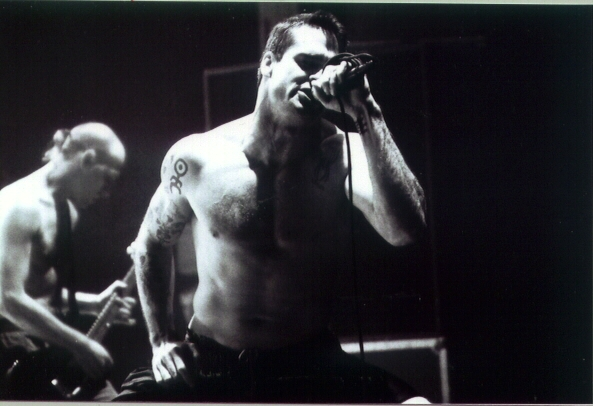
Henry Rollins mischte bereits als Mitglied von Black Flag auf My War den Hardcore Punk der Band mit Jazzelementen und Doom Metal und konnte mit dieser Mischung auch mit Rollins Band im Alternative Metal Fuß fassen.

Der Begriff Alternative Metal war in den 1990er Jahren für viele Interpreten gebräuchlich, die einen Crossover aus Metal und anderen Einflüssen vollzogen und sich dabei bewusst vom Metal abgrenzten.

„Quer durch alle Stilrichtungen. Raus aus Rock ’n’ Roll, rein in Rap, wieder raus zum Punk – alles geht, nur laut muß es sein –, und Inhalt (hier kommen die Kids ihren 68er-Eltern ein Stückchen näher) darf es wieder geben: Nachdem nämlich Heavy Metal der 80er ungefähr so inhaltsvoll und bedeutungsschwanger wie der Musikandenstadl war, haben die Bands der 90er wieder Texte mit Sinn, Sozialkritik und Message auf der Zunge.“

Somit definierte sich der Begriff Alternative im Metal mehr über das Defizit an metaltypischen Klischees, wie dem zugehörigen Pathos und der entsprechenden Mode, und dem Hang zur sozialen oder politischen Aussage, als über eine Gemeinsamkeit in der musikalischen Ausrichtung.
Dem Alternative Metal wurden so unter anderem Rap-Metal-Bands wie Rage Against the Machine, Biohazard und Body Count zugeordnet, Grungebands wie Alice in Chains und Soundgarden. Aber auch Post-Hardcore-Interpreten wie Helmet und Rollins Band, Groove-Metal-Bands wie Pantera und Sepultura und Industrial-Metal- und -Rock-Bands wie Ministry oder Nine Inch Nails wurden unter der Bezeichnung Alternative Metal zusammengefasst.
Neben dieser Stilfülle betitelt Alternative Metal weiterhin Bands, deren Stil sich in diesem breiten Spektrum wiederfindet und sich dennoch keinem Stil exakt zuordnen lässt. Dementsprechend werden zum Beispiel Tool, Marilyn Manson oder The Melvins dem Begriff Alternative Metal untergeordnet. Markant erscheint somit besonders die Zusammensetzung über die Differenz zum bisherigen Metal und Hard Rock. Eine genaue stilistische Einordnung über musikalische oder inhaltliche Gemeinsamkeiten bleibt daher aus.
Im deutschen Sprachraum konnte sich die Bezeichnung kaum etablieren. Die Vertreter des Alternative Metal wurden zumeist als Crossover, Alternative oder zu Beginn noch als Independent bezeichnet. Die Musikstile des Alternative Metal werden daher häufig allgemeiner gefasst unter der Sammelbezeichnung Alternative, die auch für den Metal untypische Stile einschließt, zusammengefasst.
Heute findet der Begriff häufig Verwendung für die Band Tool und solche Interpreten, die dieser stilistisch ähneln, wie zum Beispiel Hurt, Chevelle, A Perfect Circle oder Deftones.

## Geschichte

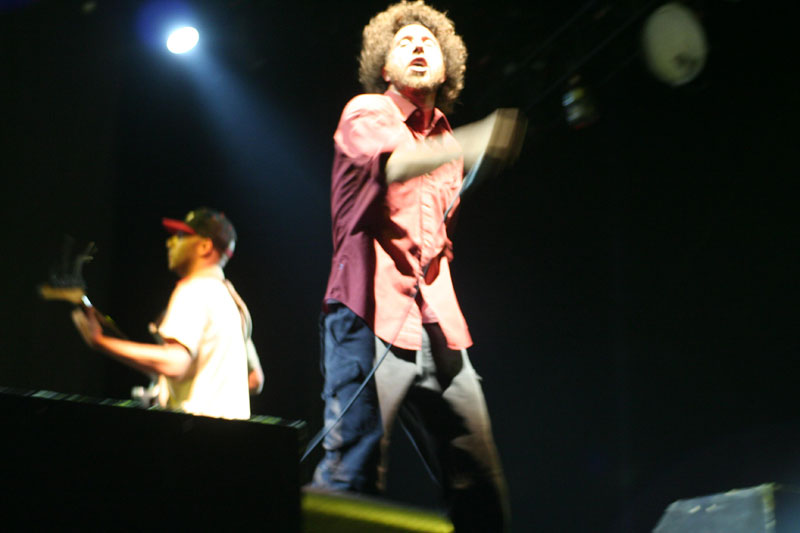
Zack de la Rocha und Tom Morello von Rage Against the Machine, einer der populärsten Alternative-Metal-Bands

Bereits in den frühen 1980ern experimentierten neue Vertreter des Punk mit zuvor als inkompatibel angesehenen Stilrichtungen. Diese Melange brachte eine Fülle heterogener subkulturell orientierter Rockmusik hervor, die sich sichtlich vom Punk abhob.
Hieraus entstand unter anderem am Ende der 1980er Jahre der Alternative Metal als Gegenbewegung zum damals populären Hair Metal. Die ersten Alternative-Metal-Bands, die zuvor oft Hardcore-Punk- oder Thrash-Metal-Bands waren, distanzierten sich davon mit ihrer härteren Musik. So kombinierten Bands wie Anthrax oder Living Colour zum Ende der 1980er Jahre Metal mit Elementen aus Rap, Funk und Hip-Hop, wie Soundgarden und The Melvins mit Garage Rock und Punk oder wie Ministry und Godflesh mit Ideen des Post-Industrials. Viele dieser neu entwickelten Stile erhielten im Lauf der Zeit eigene Bezeichnung und etablierten eine eigenständige Basis.
Einige ließen sich jedoch auch weiterhin nicht genauer definieren, so dass der Begriff Alternative Metal als allgemeine Überkategorie bestehen blieb. Herauszuheben sind hier vornehmlich Interpreten wie Waltari, The Melvins und Tool, deren Stil lange Zeit einzigartig oder besonders wechselhaft erschien.
In den 1990ern beeinflussten führende Bands der Szene wie Tool und Faith No More neue Vertreter wie KoЯn, Coal Chamber und Limp Bizkit die als Nu Metal bekannt wurden.
Allgemein gilt der Begriff im angloamerikanischen Sprachraum weiterhin als Überkategorie jener Stile, die sich von herkömmlichen und etablierten Metalstilen abheben, Metal mit anscheinend unvereinbaren Musikstilen kombinieren und sich dabei bewusst gegen übliche Metalspielarten wie z. B. Thrash-, Power-, Death-, Doom-, True Metal oder die New Wave of British Heavy Metal präsentieren und Metal verstärkt zur alternativen Szene hin öffnen.
Nachdem sich der Alternative Metal etabliert hatte, wurde er als moderne Variante der Independent- und Metalszene selbst zu einem popkulturellen Phänomen. Heavy Rotation im Musikfernsehen und -radio verdrängten weite Teile des bisherigen Rock- und Metalmainstreams.

## Wichtige Vertreter und Strömungen

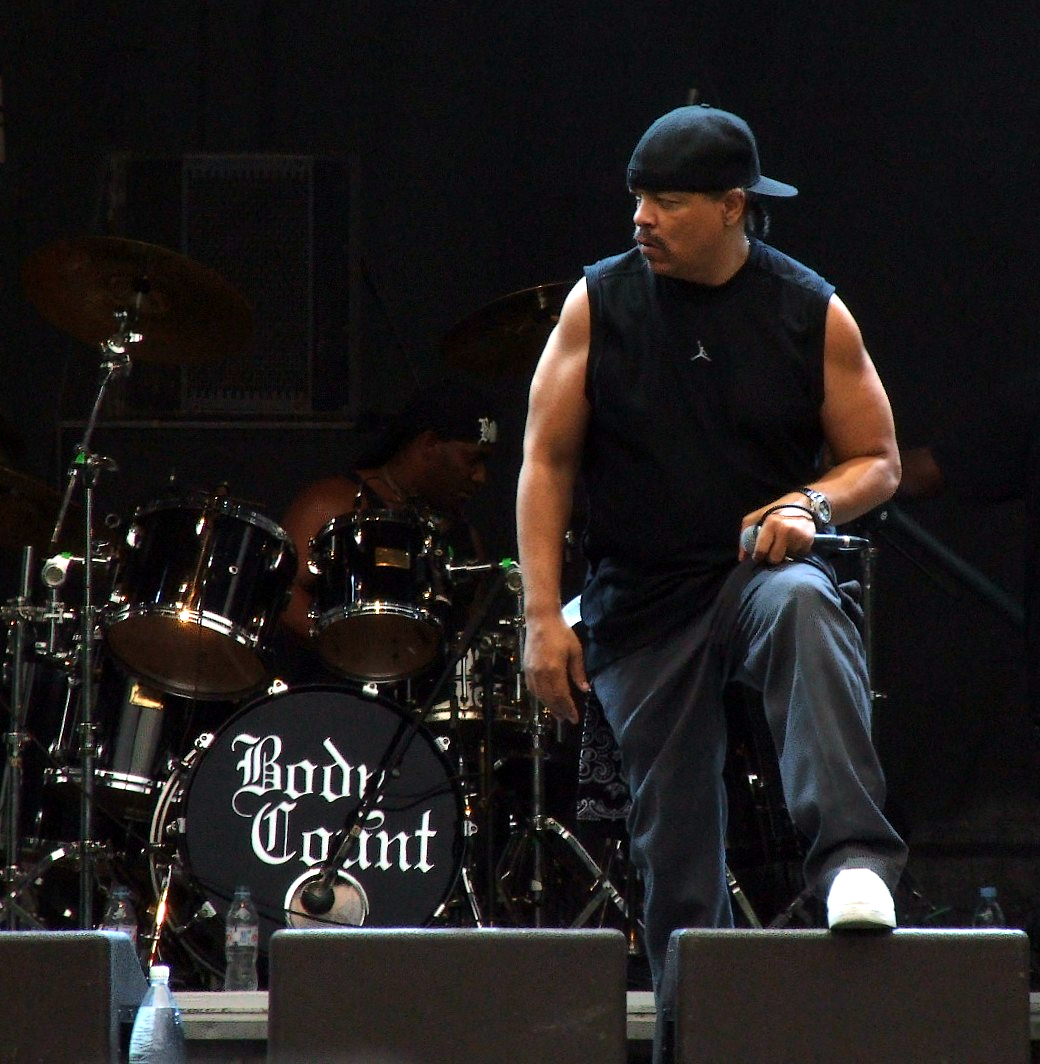
Der Rapper Ice-T mit seiner Rap-Metal-Band Body Count live (2006)

Durch die stilistische Vielfalt gibt es keine Band, die den gesamten Alternative Metal repräsentiert. Daher sind die wichtigsten Vertreter sehr unterschiedliche Bands, die sich jeweils über die neu definierten Stile oder die beeinflussenden Stile zusammenfassen lassen. Grobe Überschneidungen zum Alternative Rock lassen sich vielfach ausmachen.
Die folgende Liste bezieht sich auf die Hochphase der 1990er Jahre.
| Wichtiger Einfluss | Genrebezeichnung falls vorhanden                                                            | Wichtige Interpreten im Alternative Metal         |
| ------------------ | ------------------------------------------------------------------------------------------- | ------------------------------------------------- |
| Blues              | unbetitelt                                                                                  | Danzig                                            |
| Doom Metal         | unbetitelt, jedoch zeitweise dem Gothic Metal zugeordnet. Später für den Dark Rock prägend. | Type O Negative                                   |
| Funk               | Funk Metal                                                                                  | Faith No More · Living Colour                     |
| Fusion             | unbetitelt                                                                                  | Helmet · Rollins Band                             |
| Hardcore Punk      | Groove Metal                                                                                | Pantera · Sepultura · Prong                       |
| Hardcore Punk      | Metalcore                                                                                   | Pro-Pain · Carnivore · Stormtroopers of Death     |
| Hardcore Punk      | unbetitelt                                                                                  | Life of Agony                                     |
| Hardcore Punk      | unbetitelt, jedoch später prägend für den Sludge                                            | Acid Bath · The Melvins · Corrosion of Conformity |
| Hard Rock          | Grunge                                                                                      | Pearl Jam · Soundgarden                           |
| Heavy Metal        | Grunge                                                                                      | Alice in Chains                                   |
| Noise-Rock         | unbetitelt                                                                                  | The Jesus Lizard · Fugazi                         |
| Progressive Metal  | unbetitelt                                                                                  | Tool                                              |
| Progressive Rock   | unbetitelt/Jazzcore                                                                         | Mr. Bungle · Primus                               |
| Post-Industrial    | Industrial Metal · Industrial Rock                                                          | Ministry · Nine Inch Nails · Godflesh             |
| Rap                | Rap Metal / Crossover                                                                       | Body Count · Rage Against the Machine· Clawfinger |
| Space Rock         | Stoner Rock                                                                                 | Monster Magnet · Kyuss · Fu Manchu                |

## Kulturelle Erscheinung und kommerzielle Nutzung

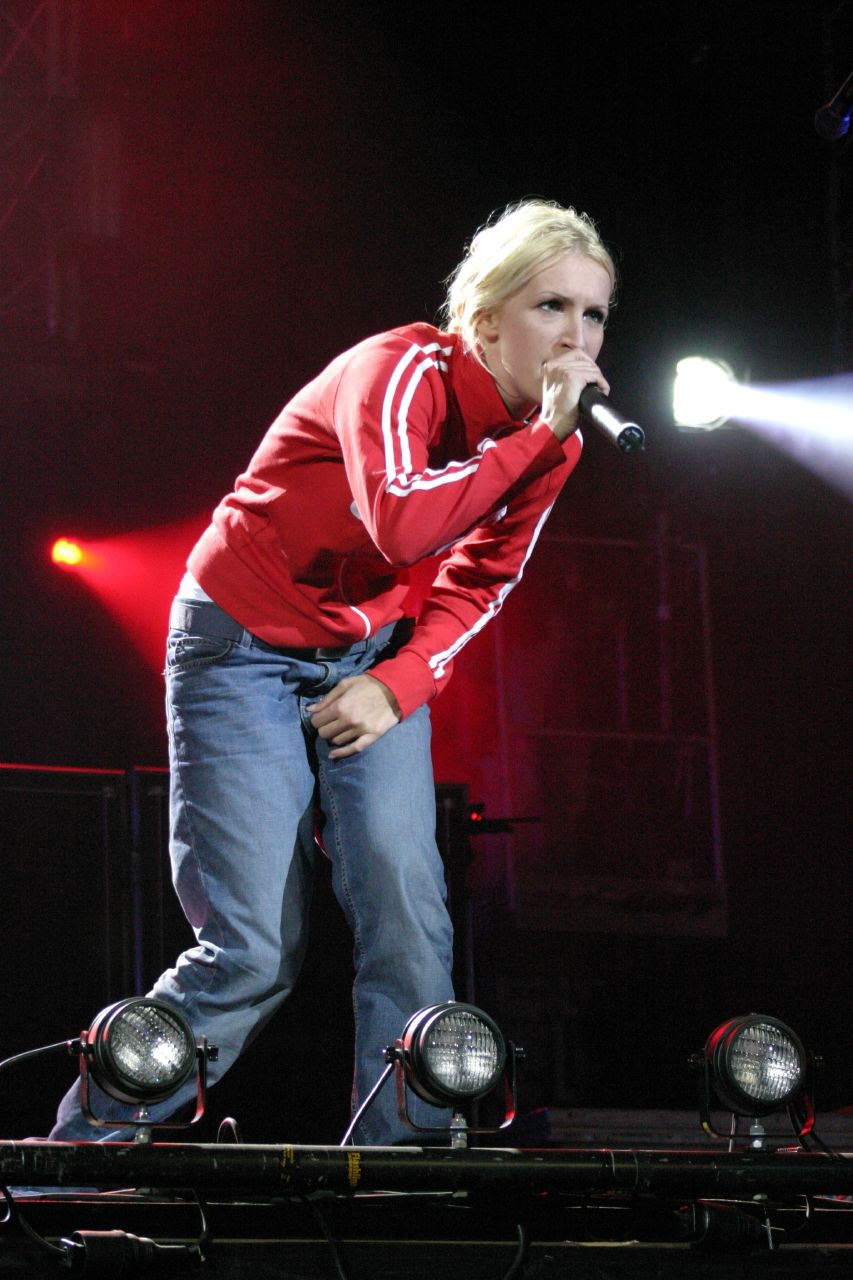
Sandra Nasić, Sängerin der Rap-Metal-Gruppe Guano Apes in typischer Crossoverbekleidung

Die Musik des Alternative Metal gewann letztendlich mit dem Welterfolg des zweiten Nirvana-Albums Nevermind 1991 an medialer Aufmerksamkeit und kommerzieller Bedeutung.

„In den folgenden Jahren bildete die geschickt geschürte Massenhysterie um Anti-Stars, Gen X-Lifestyle, Teenage Rebellion und Grunge Look den idealen Aufhänger für die effektive Vermarktung jugendlicher Identifikationspole[…].“

Im Verlauf der 1990er Jahre etablierten sich viele der untergeordneten Stile des Alternative Metal und nahmen einen großen Raum in den bisherigen Alternative und Metalszene ein. Besonders in der Metalszene verdrängte der Alternative Metal die meisten der althergebrachten Metalspielarten. Populäre Magazine wie Metal Hammer reagierten entsprechend und orientierten sich in den 1990ern zeitweise an den Stilen des Alternative Metal. Das Dynamo-Open-Air-Festival repräsentierte in Europa eine der größten Veranstaltungen, die sich vornehmlich dem Spektrum widmete und stellte somit ein Pendant zum amerikanischen Lollapalooza-Festival dar. Das amerikanische MTV richtete 1992 mit Alternative Nation neben dem wöchentlichen 120Minutes ein zweites tägliches Sendeformat für den Bereich des Alternative Rock und Alternative Metal ein. Die Verquickung von Medien, Kunst und Kommerz führte letztlich auch zur kommerziellen Nutzung des Alternative Metals zu Werbezwecken, wie z. B. des Grungesongs Inside für einen Werbespot der Jeansmarke Levi’s, der der bis dahin unbekannten Band Stiltskin einen Nummer-eins-Hit in den UK-Charts bescherte. Auch ein Track vom Remix-Album Further down the Spiral der Industrial-Rock-Band Nine Inch Nails fand 1996 Verwendung für einen Levi’s-Werbespot.
Einen engen modischen oder kulturellen Zusammenhang konnte die gesamte Hörerschaft nicht entwickeln, stattdessen ordneten sich viele der Fans unterschiedlichen Unter- oder Obergruppierungen wie Crossover, Grunge, Alternative oder Metal zu. Dennoch fanden durch die Vermengung musikalischer Einflüsse sowie die Vermarktung über den Status der musikalischen Rebellion auch modische und ideologische Überschneidungen statt.

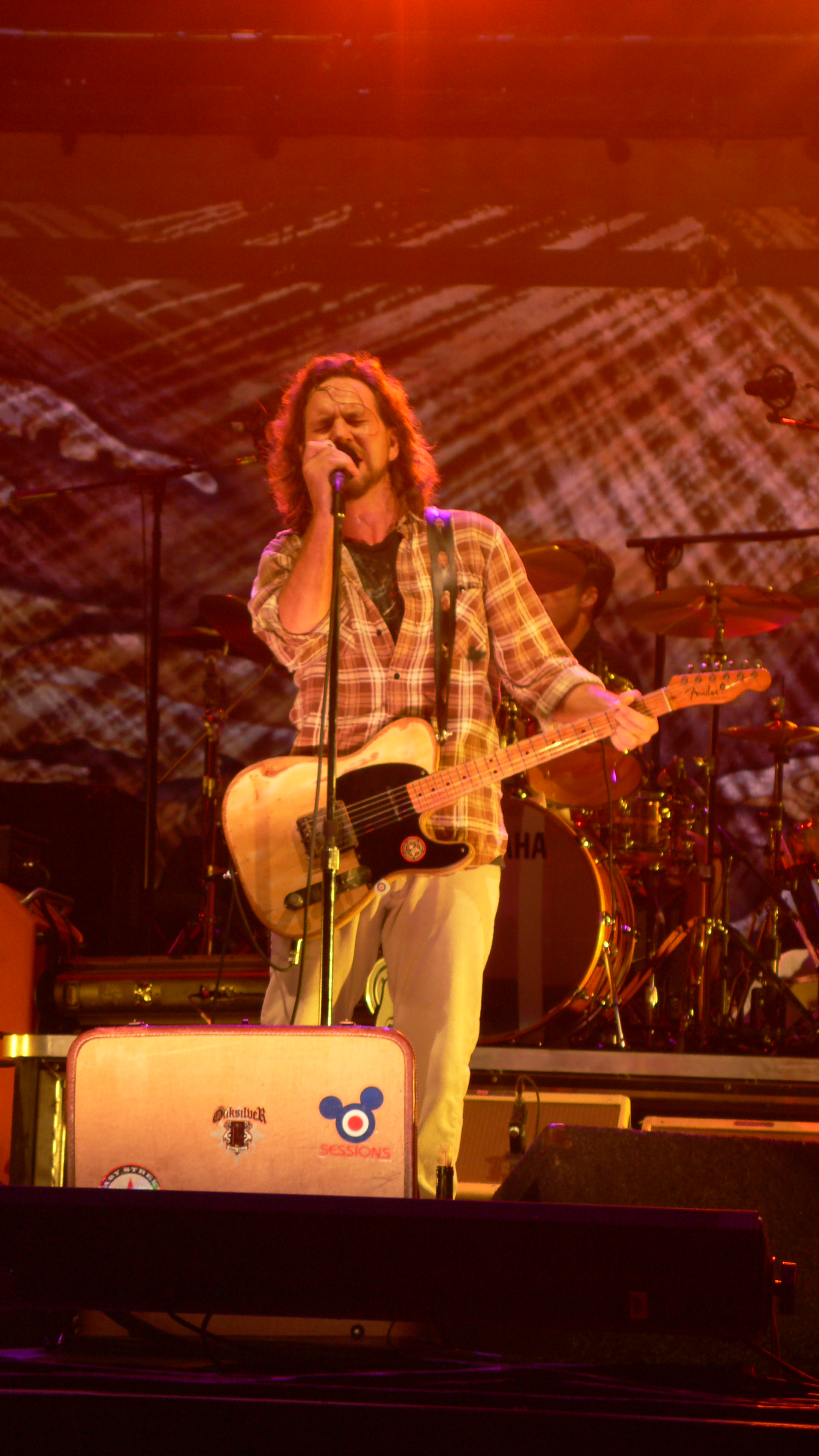
Eddie Vedder, Sänger der Gruppe Pearl Jam in typischer Grungebekleidung

Ein weiterer Aspekt des Begriffes Alternative beruft sich auf die Neuformulierung des einstigen Genrebegriffs Independent. Während der Begriff Independent auch einen marktwirtschaftlichen Aspekt darstellt, bezeichnet Alternative lediglich einen Gegenpol zum Mainstream. Zu Beginn der 1990er Jahre konnten viele Vertreter des bisherigen Independent sich von ihren Indie-Labeln lösen und schlossen Verträge mit großen Plattenfirmen, welche den Marktwert der Spartenmusik früh erkannten. Andere bisher freie Bands schlossen ebensolche Verträge ab und verkauften ihre Platten über große Firmen. Die Möglichkeit der breiteren Werbung und höheren Auflage förderte die Verbreitung der neuen Stile und somit auch den Marktwert des Alternative Metal. Besonders deutlich erscheint dies im Grunge sowie im so genannten Rap Metal. Rage Against the Machine wurden durch Epic Records vermarktet, und auch Body Count und Clawfinger waren bereits zu Beginn ihrer Karriere Teil der Warner Music Group. Auch Nirvana und Soundgarden waren Bands der Warner Music Group, während Alice in Chains bei Columbia Records und Pearl Jam bei Epic Records unter Vertrag waren. Kleinere Bands von unbekannteren Firmen mit geringerer Auflage konnten so kaum noch Aufmerksamkeit erlangen, und der Begriff Alternative übernahm den Aspekt der Distanzierung vom Mainstream ebenso wie die Klassifizierung Independent zuvor, wodurch der Independent zunehmend an Bedeutung verlor.
Die beiden Begriffe Crossover und Grunge stellten die neuen Begriffe für das alternative und unabhängige Lebensgefühl der vermeintlich jungen Generation der frühen 1990er dar. Der Begriff Generation X versuchte diese neue Gruppe alternativer Jugendlicher als allgemeine Bewegung zu fassen. Das rebellische Interesse dieser Gruppe, das im Besonderen durch nominelle Konsumverweigerung gekennzeichnet wurde, wurde mit dem Erfolg der unterschiedlichen Musikstile ein relevanter Wirtschaftsfaktor. Skateboard, Snowboard, Energy Drinks und entsprechende Alltags- und Sportbekleidung wie Baggy Pants, Baseballkappen und Sportjacken wurden besonders über den als Crossover populären Rap Metal vermarktet und konnten auch im Nachfolgegenre Nu Metal deutlich Fuß fassen. Grunge hingegen wurde durch einen einfachen gelegentlich schmuddeligen Jeanslook mit Baumfäller- oder ähnlichem Alltagshemd vertreten, der jedoch auch durch die Schuh- und Jeansindustrie erfolgreich genutzt wurde.
Neben der Jeansmarke Levi’s profitierten so unter anderem auch Converse durch ihre Chucks sowie auch Schuhe der eng mit mehreren Undergroundszenen verknüpften Marke Doc Martens von der Modeerscheinung des Grunge.

## Wirkung und Weiterentwicklung
Die Fortsetzung der Alternative-Metal-Szene findet sich in ebenso vielfältigen und unterschiedlichen Musikstilen wie die eigentliche große Welle der 1990er selbst. Nu Metal, Post-Metal und Teile des Post-Grunge beziehen sich offen auf Vertreter und Stile des frühen Alternative Metal. Nu-Metal-Interpreten benennen ebenso häufig die Bands Tool und Helmet wie Vertreter aus Funk-, Groove- und Rap-Metal als großen Einfluss.
Auch ein großer Teil des Post-Grunge orientiert sich nicht allein an den offensichtlichen Grungevertretern, sondern auch an Tool, Helmet und weiteren Interpreten aus dem frühen Alternative Metal. Besonders Bands wie Chevelle, Three Days Grace und Hurt werden häufig auf Tool und Helmet zurückgeführt.
Auch von den Vertretern des Post-Metal werden diese beiden Bands als wichtige Vorreiter benannt. Ähnlich relevant erscheinen jedoch auch Godflesh und The Melvins. Die Post-Metal-Grenzgänger von Neurosis zählten in der Mitte der 1990er Jahre noch selbst zum Alternative Metal, und Aaron Turner von der Band Isis betonte die Faszination für die Alternative-Metal-Musik der frühen 1990er. Er benannte wiederholt Bands wie Godflesh, The Melvins, Beastie Boys und Napalm Death, wenn er seine frühen Einflüsse und seinen Weg zu Musik beschreiben wollte.